# La Charmeuse de serpents
La Charmeuse de serpents est un tableau d'Henri Rousseau datant de 1907, réalisé à la demande de la mère de l'artiste Robert Delaunay, Berthe, comtesse de Delaunay.
Cette toile est exposée pour la première fois au Ve Salon d'Automne à Paris en 1907. Elle est exposée au musée d’Orsay. Elle est acquise par Jacques Doucet en 1922 sur les conseils d’André Breton, alors en charge d’étendre la collection d’art moderne du couturier, pour 50 000 francs, avant d’être offerte à titre de legs au musée du Louvre en 1936.

## Description
Cette toile représente une femme nue qui charme les serpents, vue à contre-jour au clair de lune, dont on ne distingue que la silhouette et les deux yeux lumineux et qui peut être noire. Elle se trouve dans une jungle, au bord de l'eau et est accompagnée de serpents ainsi qu'un oiseau spatule.

## Analyse
Ce tableau s’inscrit dans sa thématique de jungles exotiques, avec une flore exubérante et inventée (inspirée des serres du Jardin des plantes), et dans lesquelles le peintre met en scène des combats féroces entre un fauve et sa proie (comme  dans Combat de tigre et de buffle en 1891) ou des personnages en harmonie avec la nature (comme  Le Rêve en 1910).
Sa composition asymétrique, ses couleurs franches, un trait naïf et précis, l'univers fantastique, annoncent le surréalisme et Magritte.
L’analyse du tableau se fait dans l’émission “L’Art est la Matière” “La Charmeuse de serpents” du Douanier Rousseau,  d’une heure, par Jean de Loisy, Sandra Adam-Couralet avec Jérôme Neutres, Directeur de la stratégie et du développement de Réunion des Musées Nationaux- Grand palais et president du Musee du Luxembourg. (France Culture) 